# 현금흐름표

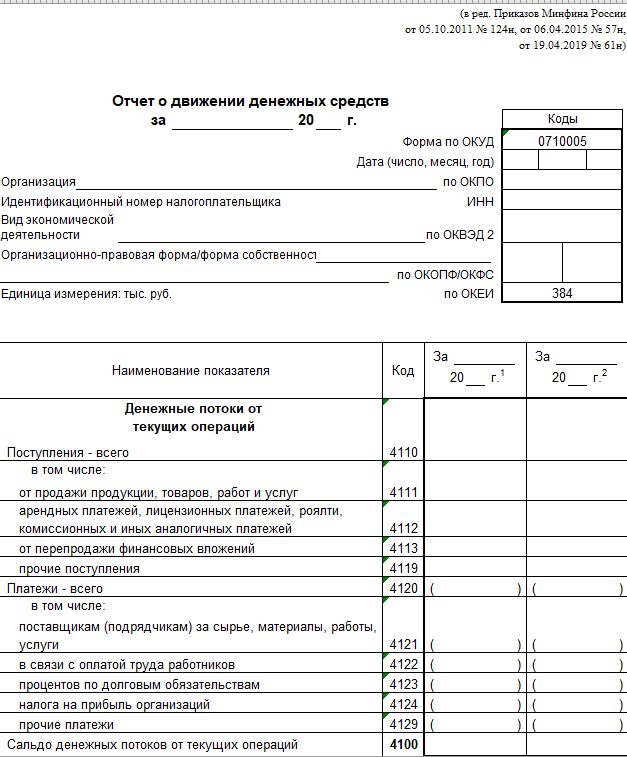

현금흐름표(C/F, cash flow statement, statement of cash flow)는 영업활동, 투자활동, 재무활동별로 기업의 일정기간 동안의 현금성 자산의 변동에 관한 정보를 제공하는 재무제표를 말한다. 손익계산서가 이익을 중심으로 만들어졌다면, 현금흐름표는 현금을 중심으로 만들어진다고 볼 수 있다. 회사의 1년간의 이익은 손익계산서로 표시되지만, 이익이 났다고 현금이 반드시 플러스 상태가 되는 것은 아니다. 아무리 많은 이익을 내더라도 영업을 위한 현금이 고갈되면 원자재를 구입하지 못할뿐더러 종업원의 급여도 지불할 수가 없다. 다시 말해, 현금이 없으면 회사는 망하게 되는 것이다.

## 구성요소
현금흐름표는 영업활동으로 인한 현금흐름, 투자활동으로 인한 현금흐름, 재무활동으로 인한 현금흐름으로 구성된다. 이를 모두 더한 값이 현금의 증감이 된다.

### 영업활동
기업의 주된 수익창출활동으로서 일반적으로 제품의 생산 및 재화와 용역의 판매와 관련한 활동을 의미한다. 따라서 영업활동으로 인한 현금흐름은 일반적으로 제품의 생산 및 재화와 용역의 판매와 관련한 활동을 의미한다. 따라서 영업활동으로 인한 현금흐름은 일반적으로 당기순이익의 결정에 영향을 미치는 거래로부터 주로 발생하며, 재무상태표의 유동자산이나 유동부채와 관련성을 많이 가지고 있다.
- 영업활동으로 인한 현금 유입액 - 상품 및 제품의 판매로 인한 현금유입, 이자수익과 배당금수익, 투자활동과 재무활동에 속하지 않는 거래에서 발생한 기타의 현금유입
- 영업활동으로 인한 현금 유출액 - 원재료, 상품 및 제품 등의 매입에 따른 현금유출, 판매비 및 관리비와 종업원 등에 대한 현금유출, 법인세 납부 및 이자비용의 지급, 기타 투자활동과 재무활동에 속하지 않는 거래에서 발생한 현금유출

### 투자활동
현금을 대여하고 이를 회수하는 활동과 투자자산, 유형자산 및 무형자산 등의 주로 비유동자산의 취득과 처분활동을 의미한다.
- 투자활동으로 인한 현금 유입액 - 미수금 및 장단기 대여금의 회수, 장기금융상품 또는 장기투자증권의 처분, 유무형자산의 처분 등
- 투자활동으로 인한 현금 유출액 - 장단기 대여금의 대여, 장기금융상품 또는 장기투자증권의 취득, 유무형자산의 취득 등

### 재무활동
시도중 현금의 차입 및 상환활동, 신주발생이나 배당금의 지급활동과 같이 부채와 자본의 증감에 관련된 활동
- 재무활동으로 인한 현금 유입액 - 장단기차입금의 차입, 사채의 발행, 유상증자, 자기주식의 처분 등
- 재무활동으로 인한 현금 유출액 - 장단기차입금의 상환, 사채의 상환, 유상감자, 자기주식의 취득 및 현금배당의 지급 등

## 흑자도산
현금의 유무는 이익과 직접 관계가 없다. 예를 들어 2억원의 이익을 내고 있는 회사라고 해도 가지고 있는 돈 전부를 골프장 용지 매수에 투입해 버리면 회사에 현금은 없어지며 그 후의 지불이 불가능해 도산하게 된다. 이처럼 흑자도산이라는 말은 이익이 발생했음에도 유동성의 부족으로 부도가 발생하여 도산하는 경우를 말한다. 한편, 적자를 내는 회사라도 거래처가 지불 기한을 연장해 주거나 은행에서의 차입금을 늘릴 수 있다면 도산하지 않고 버틸 수 있다. 이처럼 현금의 유무가 도산하느냐 마느냐의 중요한 여부가 되므로 현금흐름표가 대단히 중요시되고 있다.

## 같이 보기
- 손익계산서
- 재무상태표
- 이익잉여금처분계산서
- 국제회계기준
- 재무제표